# ГЕС Rygene
ГЕС Rygene — гідроелектростанція у південній частині Норвегії, за пів сотні кілометрів на північний схід від Крістіансанна. Розташована після ГЕС Evenstad (27,7 МВт) і становить нижній ступінь у каскаді на річці Нідельва, яка тече до затоки Скагеррак.
За допомогою зведеної на Нідельві греблі ресурс спрямовується до спорудженого біля неї на правобережжі підземного машинного залу, який обладнали однією турбіною типу Каплан потужністю 55 МВт. При напорі у 38 метрів вона забезпечує виробництво 316 млн кВт·год електроенергії на рік.
Відпрацьована вода потрапляє до відвідного тунелю довжиною 2,3 км, який на своєму шляху двічі проходить під руслом Нідельви.